# Неизвестная (река, остров Врангеля)
Неизве́стная — река на острове Врангеля в составе Иультинского района Чукотского автономного округа России. Расположена на острове в Северном Ледовитом океане, между Восточно-Сибирским и Чукотским морями.
Длина реки составляет 71 км. Впадает в Чукотское море, в районе бухты Песцовая.
Истоки реки находятся у подножия горы Советская, в районе хребта Центральные горы. Неизвестная течёт преимущественно с юга на север, прорезая отдельные горные цепи хребта Северные горы. Среди притоков — слева река Лемминоговая, справа — ручей Олений.
По состоянию на 2023 год, вдоль течения реки размещены три кордона заповедника «Остров Врангеля»: Нижняя Неизвестная, Средняя Неизвестная и Верхняя Неизвестная. Все три планируется использовать как жилые объекты.

## Данные водного реестра
Согласно данным государственного водного реестра России, река относится к Анадыро-Колымскому бассейновому округу. Речной бассейн — бассейны рек, впадающих в Чукотское море. Водохозяйственный участок — остров Врангеля, входящий в состав островов Чукотского моря в пределах внутренних морских вод и территориального моря Российской Федерации.
Код водного объекта: 19030010012119000084662.